# 세이케 아쓰시

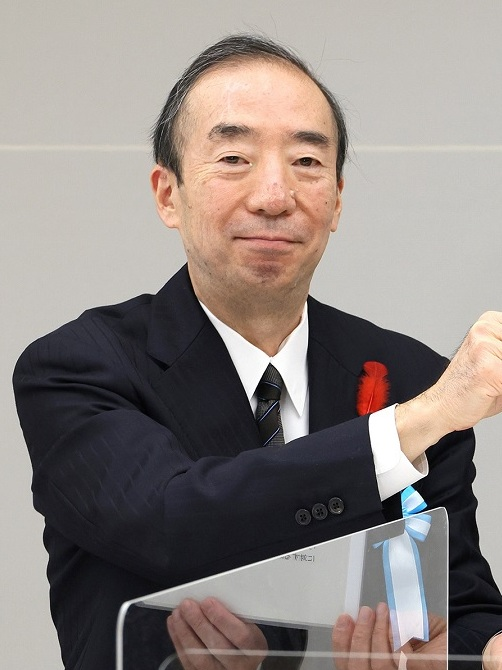

세이케 아쓰시(일본어: 清家 篤, 1954년 4월 11일 ~ )는 일본의 경제학자이자 교수이며, 전 게이오기주쿠 대학 총장이다.
도쿄도 태생으로 게이오기주쿠 대학 경제학부를 졸업하고 2009년에 게이오기주쿠 대학의 총장으로 취임하여 2017년까지 맡았다. 전공은 노동경제학이며 게이오기주쿠 대학 상학부 교수 겸 상학연구과 위원, 내각부 경제사회종합연구소 명예소장이다.

## 학력
- 1973년 3월 : 아오야마가쿠인 고등학교 졸업
- 1978년 3월 : 게이오기주쿠 대학 경제학부 졸업
- 1980년 3월 : 게이오기주쿠 대학 대학원 상학연구과 석사과정 수료
- 1983년 3월 : 게이오기주쿠 대학 대학원 상학연구과 박사과정 수료
- 1993년 12월 : 게이오기주쿠 대학 대학원 상학 박사학위 취득(학위 청구 논문 《고령화 사회의 노동시장: 취업 행동과 공적 연금》)

### 명예 박사 학위
- 연세대학교 명예박사(2015년)[1]

## 주요 경력
- 1980년 4월 ~ 1985년 3월 : 게이오기주쿠 대학 상학부 조수
- 1985년 4월 ~ 1992년 3월 : 게이오기주쿠 대학 상학부 조교수
- 1987년 4월 ~ 1988년 10월 : 캘리포니아 대학교 로스앤젤레스 객원 연구원
- 1992년 4월 : 게이오기주쿠 대학 상학부 교수, 동 대학원 상학연구과 위원
- 1995년 10월 ~ 1997년 9월 : 경제기획청 경제연구소 객원주임연구관
- 1999년 4월 ~ 1999년 9월: 게이오기주쿠 대학 학생종합센터 취직부문 부장
- 1999년 10월 ~ 2005년 9월 : 게이오기주쿠 대학 학생종합센터 부센터장 겸 취직부장
- 2007년 10월 : 게이오기주쿠 대학 상학부장, 동 대학원 상학연구과 위원장, 게이오의숙 이사(2009년 5월)
- 2009년 4월 : 게이오의숙장(학교법인 게이오의숙 이사장 겸 게이오기주쿠 대학 총장)[2]
- 2013년 4월 : 게이오의숙장으로 재선(임기는 2017년 5월 27일까지)

### 기타 대외 경력
학회
- 일본 노무학회 부대표이사(2007년 8월부터)
- 일본 경제학회 이사(2008년 4월부터)

정부 관련
- 고령화 사회 대책 추진의 기본적 본연의 자세에 관한 유식자 회의 단장(내각부, 2001년 6월 ~ 같은 해 9월)
- 노동 정책 심의회 위원·노동 정책 심의회 노동력 수급 제도 부회장·노동 정책 심의회 고용 보험 부회장(후생노동성, 2005년 4월 ~ )
- 사회 보장 국민 회의 위원·사회 보장 국민 회의 제1분과회(연금·고용) 단장(내각관방, 2008년 1월 ~ 2008년 11월)
- 사회 보장 개혁 추진 간담회 구성원(내각관방, 2009년 1월 ~ )
- 동일본 대지진 부흥 구상 회의 위원(내각부, 2011년 4월 ~ )
- 사회 보장 제도 개혁 국민 회의 위원(2012년 11월)
- 내각부 경제사회종합연구소 명예소장(2013년 1월 ~ )

## 수상 경력
- 1987년 : 일본 노무학회 연구장려상(《고령자 취업의 추세와 공적 연금》)
- 1992년 : 의숙상(게이오기주쿠)
- 1992년 : 제7회 오키나가상(노동 문제 리서치 센터)
- 1994년 : 제17회 노동 관계 도서 우수상(일본 노동 연구 기구, 요미우리 신문)
- 1994년 : 도쿄해상 각무 기념 재단 우수 도서상(《고령화 사회의 노동시장: 취업 행동과 공적 연금》)
- 2005년 : 제48회 닛케이·경제 도서 문화상(니혼케이자이 신문사, 일본 경제 연구 센터)

## 저서
- 《고령자의 노동경제학(高齢者の労働経済学)》(니혼케이자이 신문사, 1992년) ISBN 4-532-14092-7
- 《일과 살림의 경제학(仕事と暮らしの経済学)》(공저, 이와나미 신서, 1992년) ISBN 4-00-004175-4
- 《고령화 사회의 노동시장 - 취업 행동과 공적 연금(高齢化社会の労働市場－就業行動と公的年金)》(도요케이자이 신보사 1993년) ISBN 4-492-26048-X
- 《New Trends in Japan’s Labor Market》(Foreign Press Center, 1997년)
- 《생애 현역 사회의 조건(生涯現役社会の条件)》(주오코론신서, 1998년) ISBN 4-12-101407-3
- 《인사와 조직의 경제학(人事と組織の経済学)》(공동 번역, 니혼케이자이 신문사) 1998년 ISBN 4-532-13161-8
- 《연금 제도 개혁의 논점(年金制度改革の論点)》(공편저, 사회생산성본부, 2000년) ISBN 4-88372-080-2
- 《정년 파괴(定年破壊)》(고단샤, 2000년) ISBN 4-06-210205-6
- 《생애 현역 시대의 고용 정책(生涯現役時代の雇用政策)》(편저, 니혼 평론사, 2001년) ISBN 4-535-55272-X
- 《노동경제(労働経済)》(도요케이자이 신보사, 2002년) ISBN 978-4-492-81502-1
- 《승자의 대상(勝者の代償)》(번역, 도요케이자이 신보사, 2002년) ISBN 4-492-22223-5
- 《육아 지원책의 논점(子育て支援策の論点)》(편집, 사회경제생산성본부 생산성노동정보센터, 2002년) ISBN 4-88372-157-4
- 《생애 현역 사회를 목표로 한다(生涯現役社会をめざして)》(일본방송출판협회, 2003년) ISBN 4-14-189086-3
- 《고령자 취업의 경제학(高齢者就業の経済学)》(공저, 니혼케이자이 신문사, 2004년) ISBN 4-532-13282-7
- 《선진 5개국의 연금 개혁과 일본(先進5か国の年金改革と日本)》(공저, 마루젠 플라넷, 2005년) ISBN 4-901689-33-9
- 《고령사회 일본의 고용 정책(高齢社会日本の雇用政策)》(공동 번역, 아카시 쇼텐, 2005년) ISBN 4-7503-2124-9
- 《초 ‘단카이’(超「団塊」)》(공저, 다카라지마샤, 2005년) ISBN 4-7966-4874-7
- 《에이지프리 사회를 산다(エイジフリー社会を生きる)》(NTT 출판, 2006년) ISBN 4-7571-2170-9
- 《단카이세대 60년 - 어떻게 살아 왔는가(団塊世代60年―どう生きてきたか)》(공저, 생산성 출판, 2006년) ISBN 4-8201-1832-3
- 《에이지프리 사회(エイジフリー社会)》(사회경제생산성본부 생산성노동정보센터, 2006년) ISBN 4-88372-258-9